# 714 v.Chr.

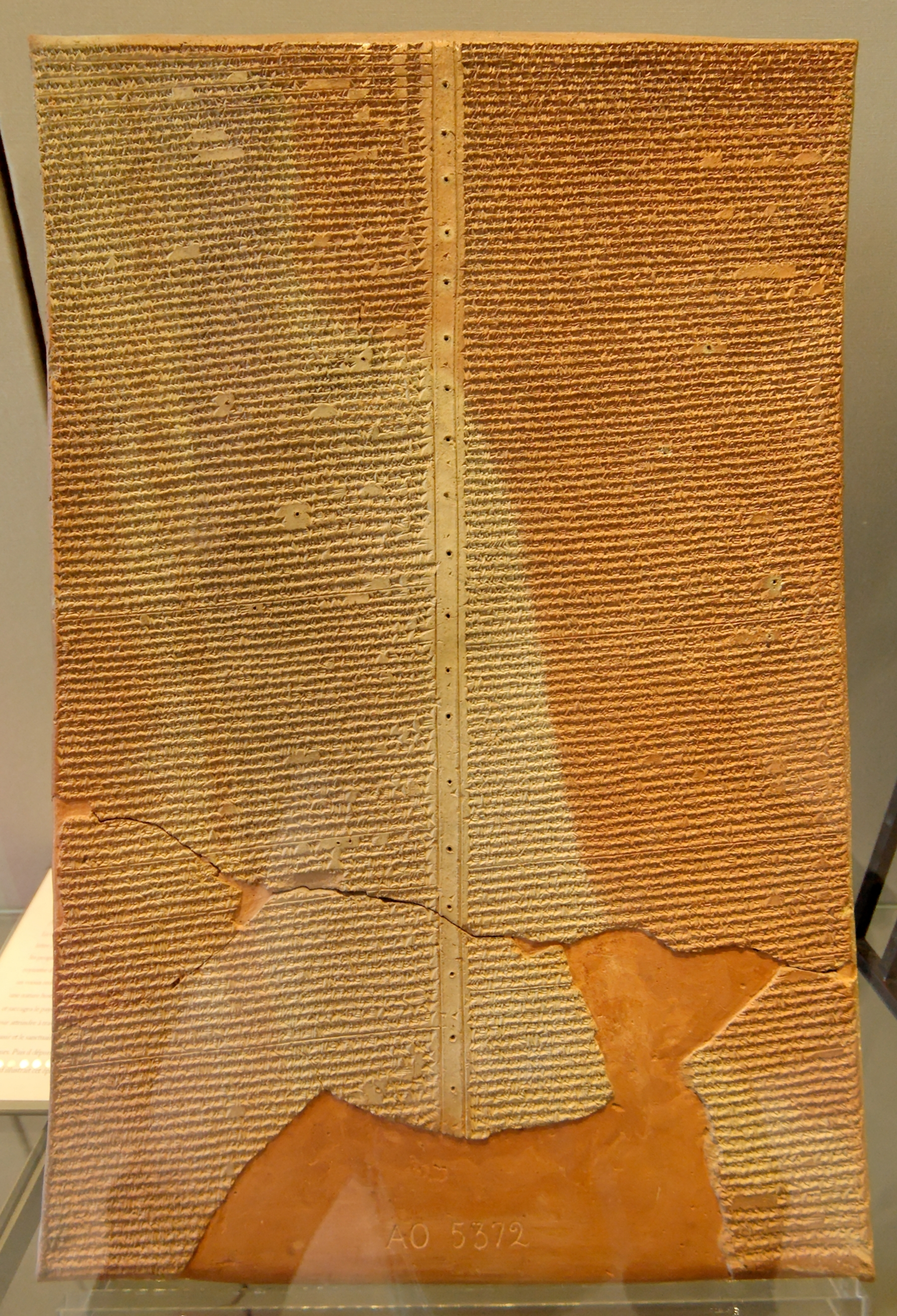
Verslag in spijkerschrift van de achtste veldtocht van Sargon tegen Urartu

Het jaar 714 v.Chr. is een jaartal in de 8e eeuw v.Chr. volgens de christelijke jaartelling.

## Gebeurtenissen

### Klein-Azië
- Koning Argisthi II (714 - 685 v.Chr.) regeert over de vazalstaat Urartu.
- Argisthi II sluit een vredesverdrag met Assyrië en Medië.

### Assyrië
- Koning Sargon II trekt het Urartische gebied binnen en verovert Musasir.
- Sargon II maakt zich meester van het standbeeld van de oppergod Haldi.
- De Kimmeriërs plunderen de Urartische steden, Rusa I pleegt zelfmoord.
- Koning Uaksatar I (Cyaxares) van Medië betaalt schatting aan Assur.

## Overleden
- Rusa I, koning van Urartu